# Agapetus salomonis
Agapetus salomonis là một loài Trichoptera trong họ Glossosomatidae. Chúng phân bố ở miền Australasia.